# Státní znak Uzbekistánu
Státní znak Uzbekistánu je emblém, tvořený kresbou zlatého slunce, vycházejícího nad modrými horami, dvěma stříbrnými řekami a zelenou krajinou. Emblém ohraničuje věnec, obsahující na (heraldicky) levé straně zlaté pšeničné klasy, na pravé zelené listy bavlníku s rozevřenými, hnědo-stříbrnými tobolkami. Věnec je ovinut stuhou v barvách uzbecké vlajky se zlatým nápisem O'ZBEKISTON (název státu v uzbečtině) v dolní části. V horní části je, v mezeře věnce, modrá, zlatě lemovaná, osmicípá hvězda ve tvaru islámského symbolu Rub al-Hizb, v jejímž vnitřku je stříbrný půlměsíc  s cípy směřujícími doleva a pěticípá hvězda. Uprostřed znaku je stříbrný pták Chumo s roztaženými křídly.
Celá kompozice znaku má vyjadřovat touhu uzbeckého lidu po míru, štěstí a prosperitě. Krajina symbolizuje Uzbekistán, řeky představují Syrdarju a Amudarju a symbolizují věčnost. Obilné klasy ve věnci symbolizují prosperitu a bavlna čistotu lidských srdcí a úmyslů a neomezené bohatství. Hvězda ve tvaru Rub al-Hizb je symbolem jednoty země a souhlasu s republikou, půlměsíc a hvězda jsou symboly většinového náboženství, islámu. Legendární pták Chumo představuje štěstí a lásku ke svobodě a je symbolem národního obrození.

## Historie

### Uzbecká SSR
Uzbecká sovětská socialistická republika byla vyhlášena 27. října 1924, v květnu 1925 se připojila k Sovětskému svazu. 22. července 1925 přijal Ústřední výkonný výbor sovětů Uzbecké SSR usnesení č. 67 „O znaku a vlajce Uzbecké SSR”, kterým byl dočasně (do přijetí ústavy) přijat státní znak. Hlavním motivem kruhového znaku (emblému) byly stříbrné, zkřížené urak (místní srp) a kladivo na bílém pozadí ve zlatých slunečních paprscích, obklopených věncem z klasů a bavlníkových ratolestí. Věnec byl převázán červenou stuhou s nápisem UzSSR (v uzbečtině, arabské abecedě a ruštině). Kolem věnce byl opis „Proletáři všech zemí, spojte se!” – nahoře v uzbečtině, dole v ruštině.
30. března 1927 byla II. Všeuzbeckým kongresem sovětů schválena ústava. Na návrh zástupce Tádžické ASSR byly nápisy na znaku ve třech jazycích (doplněna byla tádžičtina).
2. února 1929 přijal, v souvislosti se změnou abecedy, Ústřední výkonný výbor Uzbecké SSR rezoluci o změně státního znaku Uzbecké SSR  a 9. května tuto změnu schválil III. Všeuzbecký kongres sovětů v usnesení ústředního výkonného výboru, kterým se změnila ústava. V dolní části byla zkratka státu v uzbečtině, vpravo v tádžičtině, vlevo v ruštině. Heslo o proletářích bylo vpravo v uzbečtině, vlevo v tádžičtině. Zkratka státu byla „ӨZ.Ь.Ş.Ҫ.”
V letech 1934–1935 proběhla reforma uzbecké latinky (byla zrušena písmena Өө, Yy, ьь) – v souvislosti s tím se 14. února 1937 změnilo motto na znaku na „BUTUN DUNJA PROLETARLARI, BIRLAŞIN;IZ!” (původně ...BIRLӘŞIN;IZ) a název státu se začal psát „Ozbekistan” (OzSSR – Ozbekistan Sotsialistik Sovet Respublikas).
V roce 1939 se písmo změnilo na cyrilici a v této souvislosti byl, dle zákona z 8. května 1940, změněn i uzbecký znak. Nová zkratka republiky byla „Ӯз.ССР”. V článku č. 143 Ústavy Uzbecké SSR z roku 1940 je znak popsán následovně:
Státní znak Uzbecké sovětské socialistické republiky tvoří na bílém pozadí ve zlatých paprscích vycházejícího slunce obraz stříbrného uraku (srpu) a kladiva, umístěných křížem rukojetí dolů a obklopených věncem z pšeničných klasů vpravo a bavlníkových ratolestí s květy a otevřenými tobolkami vlevo; mezi polovinami věnce je část zeměkoule. Obě poloviny věnce jsou převázány stuhou červené barvy, na níž jsou nápisy: vpravo v uzbeckém jazyce „БУТУН ДУН’Ё ПРОЛЕТАРЛАРИ, БИРЛАШИНГИЗ!” a vlevo v ruském jazyce „ПРОЛЕТАРИИ ВСЕХ СТРАН, СОЕДИНЯЙТЕСЬ!”; na oblouku stuhy jsou zlaté iniciály s nápisem „Ӯз.С.С.Р”; nad stuhou na vrcholu znaku je červená pěticípá hvězda se zlatým okrajem.
V roce 1956 se, podle nových pravopisných pravidel, začala psát zkratka názvu republiky bez teček – „Ӯз.ССР”.
19. dubna 1978 byla, na mimořádném 6. zasedání Nejvyššího sovětu Uzbecké SSR, přijata nová ústava. Nařízení o znaku Uzbecké SSR bylo schváleno vyhláškou PVS Uzbekistánu 30. července 1981 a zákonem ze dne 27. listopadu 1981. Nejvýraznější změnou nového znaku byla změna barvy kladiva a uraku (v popisu je však nazýván srpem) ze stříbrné na zlatou (v popisu ale není barva specifikovaná). Dále se změnil průměr zeměkoule, tvar paprsků slunce nebo hesla po stranách věnce – na pravé straně bylo nově heslo v ruštině a na levé v uzbečtině.

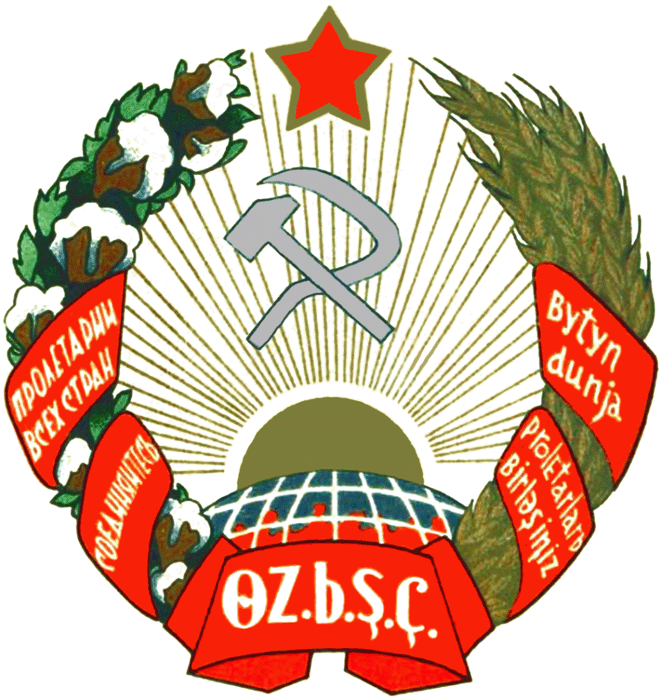
Znak Uzbecké SSR (1929–1937)
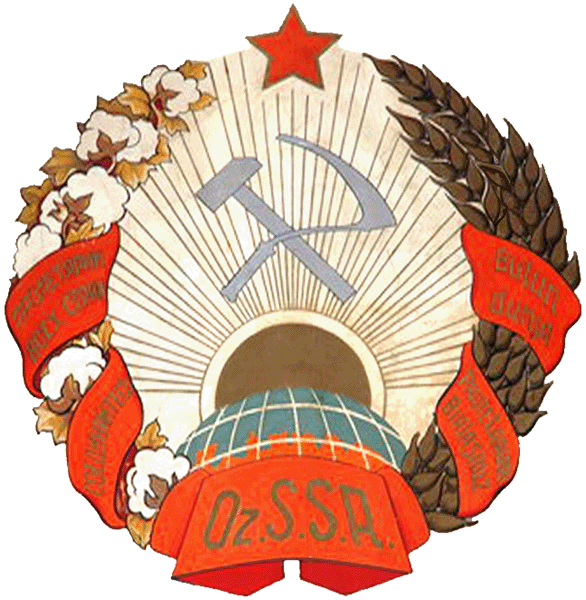
Znak Uzbecké SSR (1937–1939)
Znak Uzbecké SSR (1939–1956)
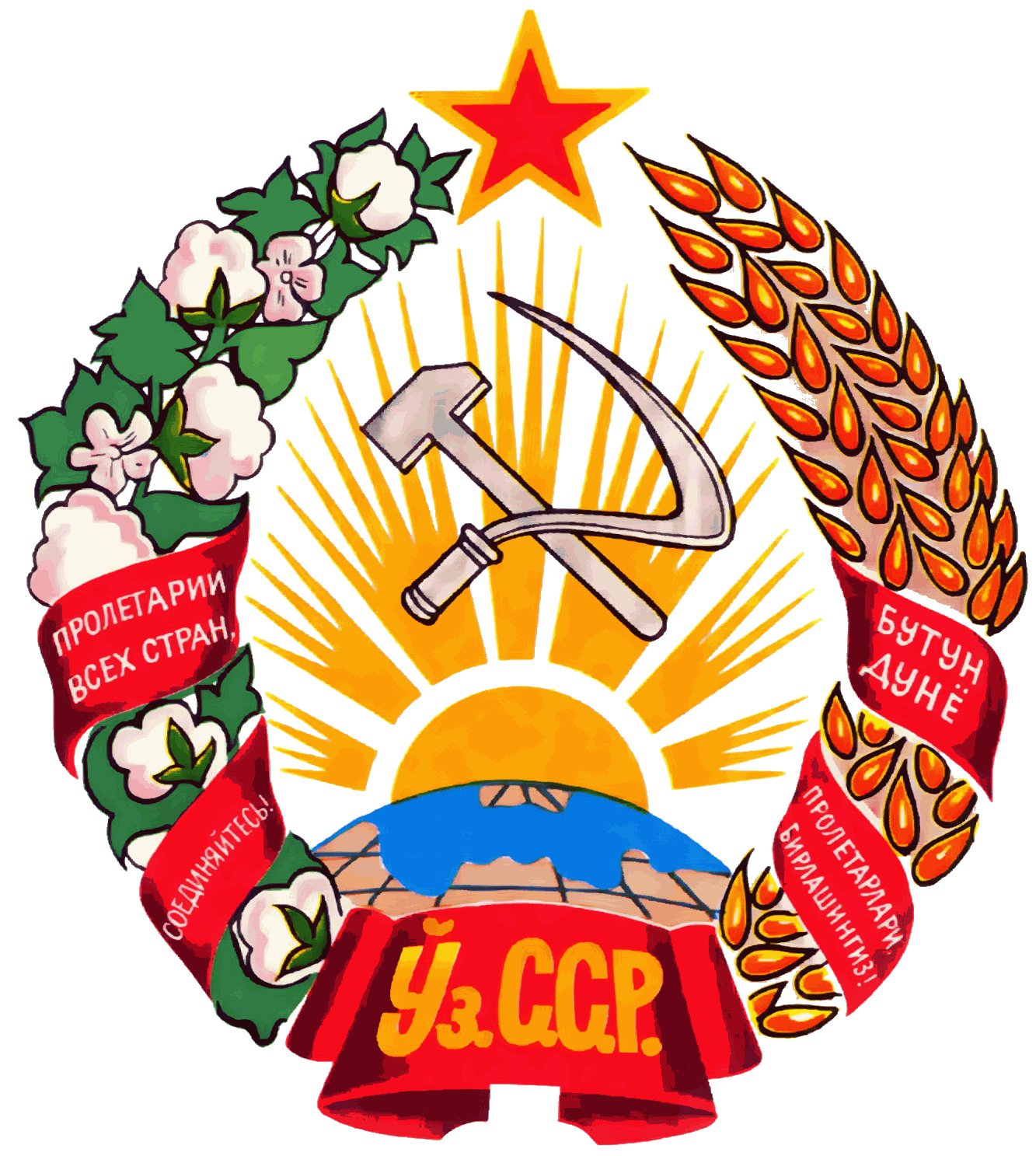
Znak Uzbecké SSR (1939–1956)
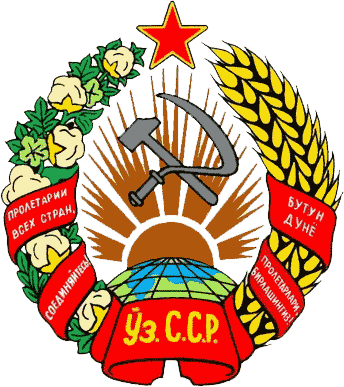
Znak Uzbecké SSR (1956–1981)
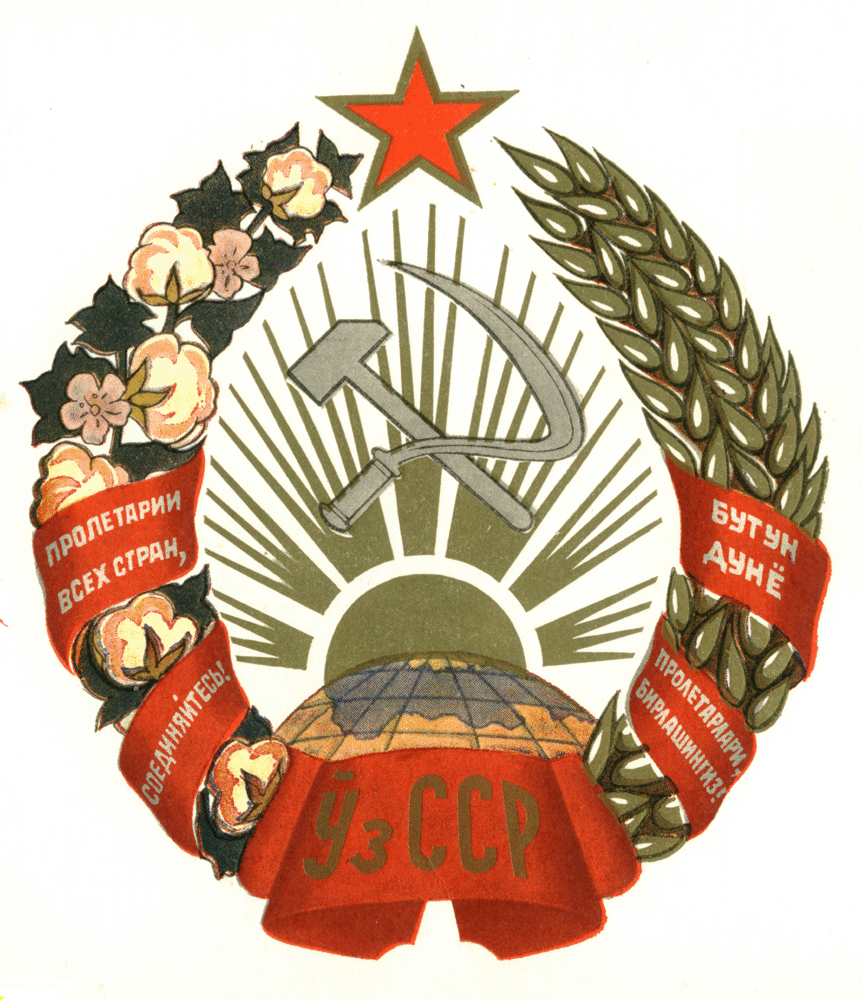
Znak Uzbecké SSR (1956–1981)
Znak Uzbecké SSR (1981–1991)

### Nezávislý Uzbekistán
V procesu rozpadu Sovětského svazu vyhlásil Uzbekistán:
- 20.06.1990 – státní suverenitu
- 31.08.1991 – nezávislost na SSSR (Republika Uzbekistán)
- 25.12.1991 – úplnou nezávislost (zánik SSSR)

V létě roku 1991 byla vypsaná soutěž na uzbecký znak. Z velkého množství návrhů jich část zobrazovala ptáka Chuma, který je také nazýván Davlat (česky Pták stát) nebo Kultubulgan (česky Sluneční stát). V lednu 1992 Nejvyšší rada souhlasila s tím, že tento legendární pták bude tvořit základ znaku nového státu. Byla vybrána kresba Anvara Mamadžanova – postoj ptáka s vysoko vzepjatými křídly tak, jakoby objímal celý Uzbekistán,  pouze byla upravena kresba hlavy, aby byla hrdě zdvižená. Znak byl doplněn o věnec (podle vzoru znaků z dob Sovětského svazu) a o osmiúhelník z jiného návrhu. Veřejnost poté mohla zvolit ze dvou variant: první s prázdným osmiúhelníkem a v té druhé (které dala přednost) byl osmiúhelník vyplněn půlměsícem a hvězdou. 2. července 1992 byl nový státní znak schválen.

Uzbecký znak (1992–2010)

Uzbečtina se tradičně zapisovala arabským písmem, od roku 1927 latinkou, od roku 1940 cyrilicí. Od roku 1992 je oficiálním písmem písmo založené na anglické latince, cyrilice se však běžně používá. Po vyhlášení nezávislosti byla užívána verze znaku s nápisem УЗБЕКИСТОН. 24. prosince 2010 byl (podpisem prezidenta Karomiva) změněn zákonem č. ZRU-273 nápis na stuze na současný.

## Znaky nižších celků

Administrativní členění Uzbekistánu

Uzbekistán se člení na hlavní město Taškent, autonomní republiku Karakalpakstán a 12 oblastí. Hlavní město a autonomní republika užívají vlastní znaky (emblémy).

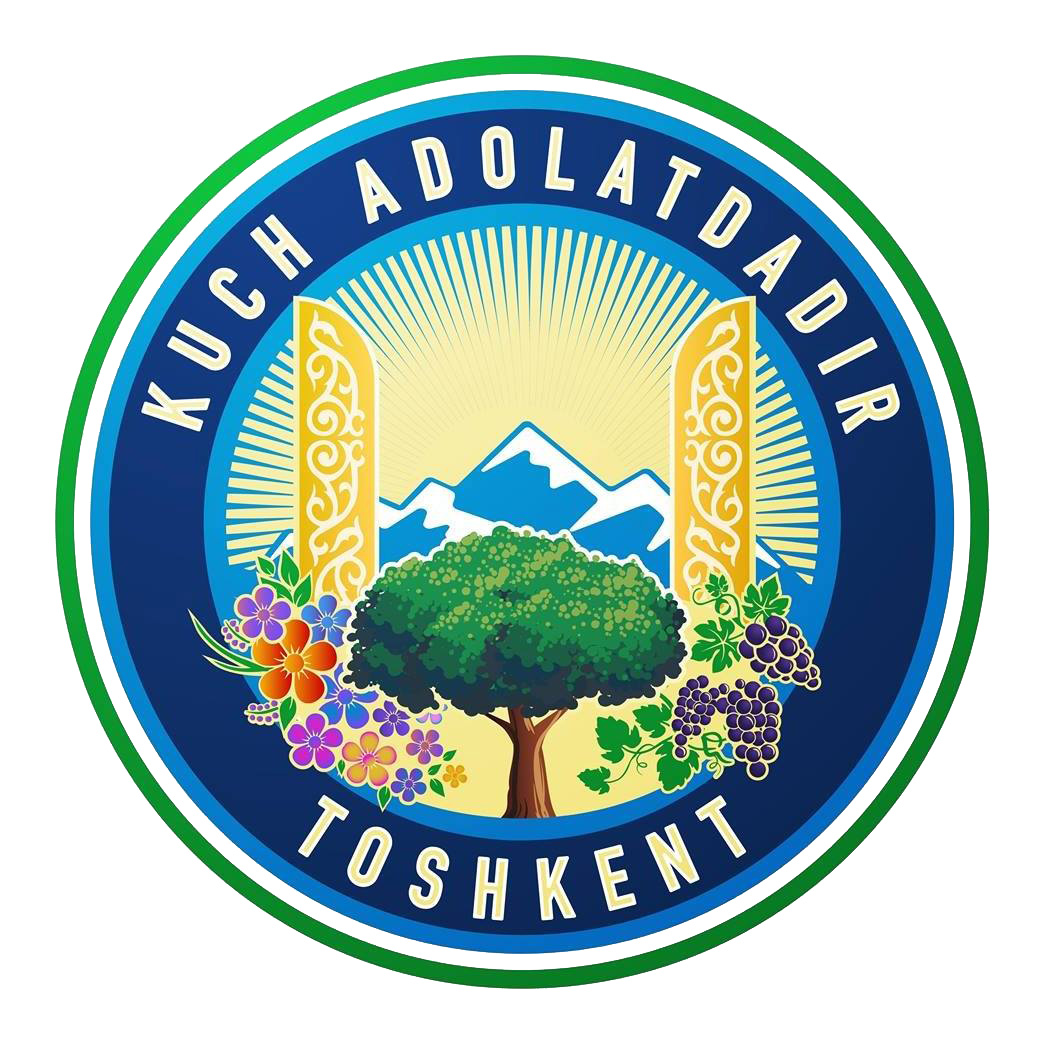
Taškent (1)
Karakalpakstán (14)